# Comuna Florești, Cluj
Florești, până în 1924 Feneșu Săsesc, colocvial Feneș sau Feniș, (în maghiară Fenes, Szászfenes, în germană Sächsisch Fenesch , Fenesch, Fenisch, Deutsch-Branndorf) este o comună în județul Cluj, Transilvania, România, formată din satele Florești (reședința), Luna de Sus și Tăuți. Alte denumiri folosite sunt cele de Zaz-Fenes și Fenes Saxonica.
Datorită apropierii de Cluj-Napoca, comuna a avut parte de o dezvoltare substanțială începând cu anii 2000. Înregistrând 52.735 de locuitori la Recensământul din 2021, este cea mai populată comună din România.

## Date geografice

intrarea in sat

Comuna se află pe malul drept al râului Someșul Mic, la intersecția dintre Munții Apuseni și Podișul Transilvaniei.
Comuna are un relief de depresiune, înconjurată de dealuri cu altitudini medii de 400–500 m, cel mai înalt dintre ele fiind dealul Melcilor. Alte dealuri sunt Urușag, Gârbău, Cetatea Fetei, Sănăslau ș.a.
Suprafața comunei este compusă din 1.877 ha teren arabil, 1.406 ha pășuni, 846 ha livezi, 1.207 ha păduri, 111 ha tufărișuri, ape și stuf 68 ha, teren neproductiv 145 ha, drumuri 122 ha și construcții 292 ha .
Clima este una de deal și podiș, cu o temperatură anuală medie de 8,3 °C. Precipitațiile ating o medie anuală de 582 mm/mp.

## Demografie
Componența etnică a comunei Florești
     Români (70,7%)
     Maghiari (8,94%)
     Romi (1,22%)
     Alte etnii (0,55%)
     Necunoscută (18,59%)
Componența confesională a comunei Florești
     Ortodocși (58,3%)
     Reformați (6,21%)
     Romano-catolici (3,28%)
     Greco-catolici (2,4%)
     Penticostali (2,31%)
     Baptiști (1,7%)
     Fără religie (1,43%)
     Atei (1,13%)
     Alte religii (2,65%)
Conform recensământului efectuat în 2021, populația comunei Florești se ridică la 52.735 de locuitori, în creștere față de recensământul anterior din 2011, când fuseseră înregistrați 22.813 locuitori. Majoritatea locuitorilor sunt români (70,7%), cu minorități de maghiari (8,94%) și romi (1,22%), iar pentru 18,59% nu se cunoaște apartenența etnică. Din punct de vedere confesional, majoritatea locuitorilor sunt ortodocși (58,3%), cu minorități de reformați (6,21%), romano-catolici (3,28%), greco-catolici (2,4%), penticostali (2,31%), baptiști (1,7%), fără religie (1,43%) și atei (1,13%), iar pentru 20,58% nu se cunoaște apartenența confesională.
În ultimii 10 ani, comuna Florești din Cluj a crescut de la 7.600 de locuitori (în 2007), la peste 33.000 (în 2017). În anul 2019 a fost raportată populația ca fiind de peste 60.000 de locuitori. De asemenea, în ultimii 10 ani au fost finalizate 16.300 de locuințe în Florești, comparativ cu 12.400 în Cluj-Napoca..

## Politică și administrație
Comuna Florești este administrată de un primar și un consiliu local compus din 21 consilieri. Primarul, Bogdan-Nicolae Pivariu[*], de la Partidul Național Liberal, este în funcție din octombrie 2020. Începând cu alegerile locale din 2024, consiliul local are următoarea componență pe partide politice:
|  | Partid                                  | Consilieri | Componența Consiliului | Componența Consiliului | Componența Consiliului | Componența Consiliului | Componența Consiliului | Componența Consiliului | Componența Consiliului | Componența Consiliului |
|  | --------------------------------------- | ---------- | ---------------------- | ---------------------- | ---------------------- | ---------------------- | ---------------------- | ---------------------- | ---------------------- | ---------------------- |
|  | Partidul Național Liberal               | 8          |                        |                        |                        |                        |                        |                        |                        |                        |
|  | Alianța Uniți pentru Florești Usr + Ari | 5          |                        |                        |                        |                        |                        |                        |                        |                        |
|  | Uniunea Democrată Maghiară din România  | 3          |                        |                        |                        |                        |                        |                        |                        |                        |
|  | Partidul Social Democrat                | 2          |                        |                        |                        |                        |                        |                        |                        |                        |
|  | Alianța pentru Unirea Românilor         | 2          |                        |                        |                        |                        |                        |                        |                        |                        |
|  | Partidul Verde                          | 1          |                        |                        |                        |                        |                        |                        |                        |                        |

### Evoluție istorică
În ultimii ani a apărut un fenomen de mutare a locuitorilor municipiului Cluj-Napoca în localitățile din apropiere (din cauza prețurilor ridicate de pe piața imobiliară a municipiului). Comuna Florești se numără printre beneficiarii acestui fenomen care a dus la creșterea de trei ori a populației locale în ultimii 10 ani.
Florești - evoluția demografică

|  | Graficele sunt indisponibile din cauza unor probleme tehnice. Mai multe informații se găsesc la Phabricator și la wiki-ul MediaWiki. |

Date: Recensăminte sau birourile de statistică - grafică realizată de Wikipedia

#### Structura etnică
De-a lungul timpului populația satului Florești a evoluat astfel:

#### Structura confesionalǎ - la nivel de comunǎ

Biserica Romano - Catolica, sec. al XIV-lea, monument istoric

La nivelul comunei, conform recensământului din 2002 situația se prezenta astfel:

#### Structura confesionalǎ - la nivelul satului Florești
La nivelul satului structura religioasǎ se prezintǎ astfel:
Conform datelor din 2002 populația din localitatea Florești avea următoarea structură confesională: 40,6% ortodocși, 30% greco-catolici, 17,6% reformați, 7,9% romano-catolici și 9,2% alte culte. Comparativ, la recensământul din anul 1930, din cei 2.906 locuitori ai Floreștiului, 1.655 s-au declarat greco-catolici (56,9%), 1.003 romano-catolici (34,5%), 161 reformați (5,5%), 47 ortodocși (1,61%), 28 mozaici (0,96%) și 12 de alte confesiuni.

## Istoric
Atestată documentar din 1272, comuna are o vechime mult mai mare, descoperirile arheologice certificând aici așezări umane din neolitic. În perioada romană localitatea se afla pe drumul de legătură al castrelor romane de la Napoca (Cluj-Napoca de astăzi), respectiv Ala Siliana (actualul Gilău)
Feneșul a fost inițial un sat săsesc așezat în apropiere de Cluj, aflat în proprietatea episcopiei romano-catolice de Alba Iulia.

## Lăcașuri de cult

Biserica "Sf. Dumitru", construită în stil baroc de comunitatea greco-catolicǎ (sec. al XIX-lea)

- Biserica Ortodoxă "Sfântul Dumitru" (fostă greco-catolică)
- Biserica Greco-Catolică "Sfântul Nicolae"
- Biserica Romano-Catolică, monument de secol al XIV-lea, edificiu construit în stil gotic târziu[18]
- Mănăstirea Ortodoxă "Acoperământul Maicii Domnului"

## Vezi și
- Cetatea Fetei
- Biserica de lemn din Tăuți
- Biserica reformată din Luna de Sus
- Biserica romano-catolică din Florești
- Făgetul Clujului - Valea Morii (sit de importanță comunitară inclus în rețeaua europeană Natura 2000 în România).
- Pădurea de stejar pufos de la Hoia (sit de importanță comunitară)

## Economie și comerț

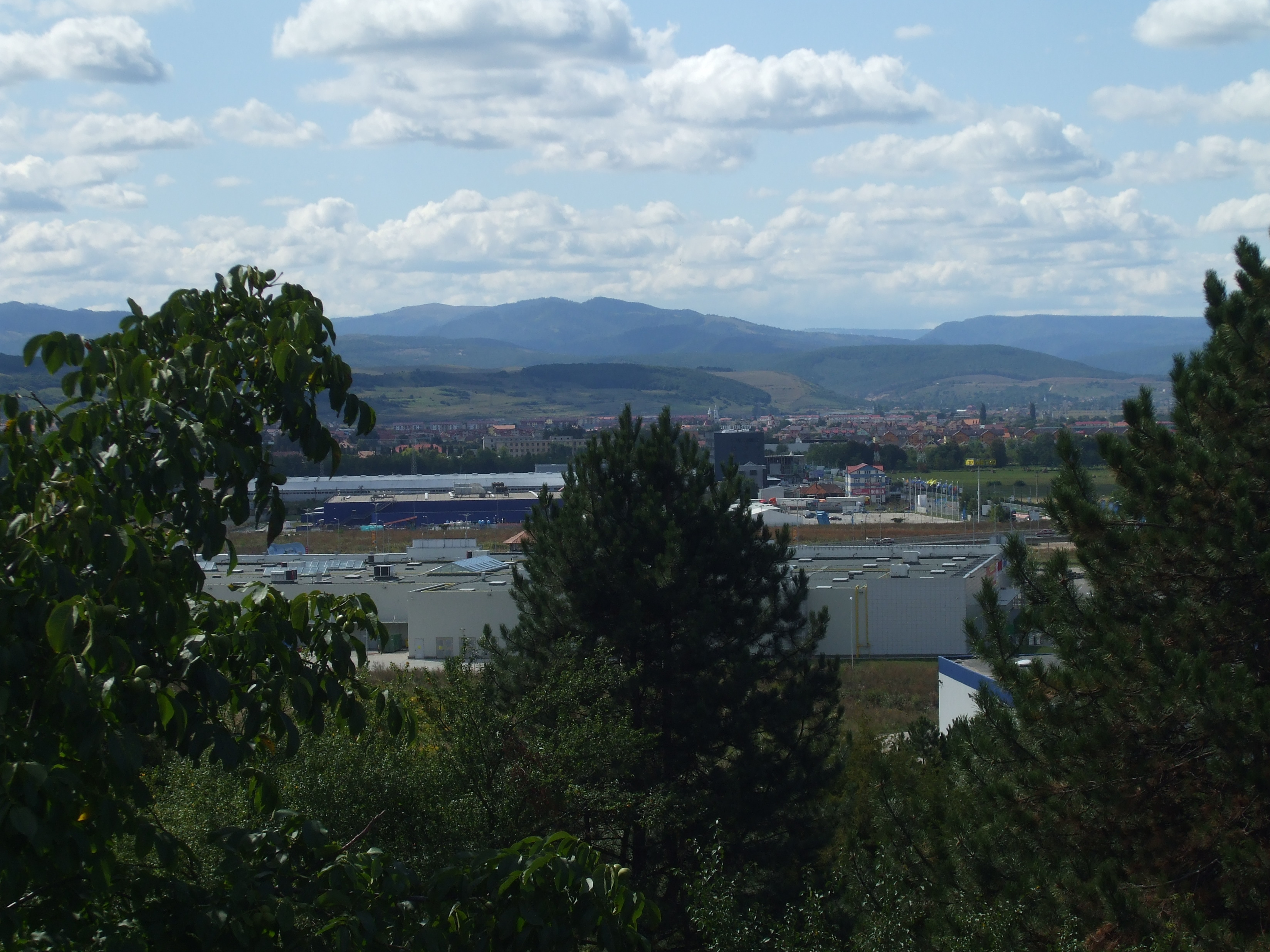
Panorama satului de pe Dealul Colina din Cluj-Napoca

Pana in anul 1989 comuna Floresti era cunoscutǎ mai ales prin ferma de pasǎri construitǎ in anii "70 de regimul comunist , cunoscuta sub numele de Avicola Floresti ,la care au lucrat mare parte dintre sǎteni si din satele inconjurǎtoare . Capacitatea de productie a Fermei Avicole era deosebit de mare , avind un sistem integrat de producție incepînd de la creșterea puilor si pinǎ la abatorizare si depozitare , unitatea avind si un rol strategic in caz de razboi urmare a marilor capacitati frigorifice . Dupa 1989 politica economicǎ practicatǎ de noul regim si alti factori cum ar fi politica prețurilor produselor agricole , politica fiscalǎ si sistemul inrobitor de creditare al bancilor au fǎcut ca aceastǎ unitate sa fie initial divizatǎ , urmatǎ de un rasunǎtor faliment in anul 1995 , SC Avicola Floresti SA fiind prima societate din Romǎnia postdecembristǎ declaratǎ in faliment ,cu putin timp inainte de aparitia Legii falimentului nr.64 / 1995 . Ulterior activitatea de crestere si ingrasare pasǎri a fost preluatǎ partial , inclusiv Abatorul de pǎsǎri , de o societate comercialǎ cu capital privat care a pǎstrat profilul de activitate si a efectuat masive investiții . Aceasta societate functioneaza in prezent, implinind in luna august 2011, 20 de ani, si numindu-se in prezent ONCOS SA.

Constructii noi in Florești

 De altfel si in prezent activitatea economica a comunei este concentratǎ tot in fostele Hale de productie ale fermei avicole , acestea fiind insa modernizate si adaptate cerintelor noi functie de noul profil de activitate . De altfel putem spune ca investitia principala dupa 1989 o reprezinta Supermarketul Metro , amplasat in zona limitrofa cu municipiul Cluj - Napoca , terenul acestuia fiind cumparat de la sateni in anii 1995 - 1996. Alte activitǎti economice intilnite la nivelul comunei : comerț , turism , prestǎri servicii , creșterea animalelor , cultura plantelor , activitati pomicole , lucrari de constructii etc.Dată fiind apropierea foarte mare de municipiul Cluj-Napoca și includerea comunei Florești în zona metropolitană Cluj, în ultimii ani au apărut tot mai multe investiții locale și în alte ramuri economice. Astel pe teritoriul comunei sunt amplasate un supermarket Metro si un mall Polus , respectiv un cartier de blocuri ANL Cetatea Fetei, acesta din urmă pe dealul cu același nume. În comună funcționează două hidrocentrale: Florești I (1986) și Florești II (1987). Începind cu anul 2007 investițiile in locuințe au luat o amploare deosebitǎ datoritǎ unei rentabilitati de neimaginat pentru constructori si nereglatǎ de statul romǎn , la care s-a adaugat un sistem de creditare lejer { uneori doar cu buletinul ! } , autoritațile locale nefiind pregǎtite organizatoric si financiar pentru a impune un anumit plan urbanistic , astfel cǎ intr-o perioadǎ scurtǎ de timp , de numai 2 - 3 ani , satul si-a pierdut in mare parte identitatea , devenind un sat sistematizat in mare grabǎ .

## Educație

Școala generalǎ "Gheorghe Șincai"

În localitatea Florești există o școală generală "Gheorghe Șincai" pentru clasele 0-VIII. Momentan școala este împărțită în 3 clădiri: două mai vechi (recent renovate) și una nouă (recent construită). 
Exista de asemeanea si Scoala Gimnaziala Luna de Sus.
O a treia scoală a fost inaugurată în 2019; din anul școlar 2020-2021 având și clase de liceu. De-a lungul istoriei localității aici au existat și o școală săsească, respectiv una maghiară.

## Personalități
- Dimitrie Căian Jr. (1778-1832), profesor
- Aladár Jékey (1846-1919), poet
- Dumitru Căian (1838-1909)
- Dumitru Căian Sr. (1754-1821)
- Dumitru Tăuțan-Monu (1908-1996)
- Emil Pop (1871-1909)
- Emil Rusu
- Ioachim Eugen Lupu
- Ioachim Pop (1878-1935)
- Ioan Rusu (1921-1988)
- László Túrós (1934-1987), pictor
- Manyi Kiss (1911-1971), actriță
- Nicolae Olteanu (1913-1979)
- Petru Meheși (1762-1827), nobil local, locotenent-colonel în armata imperială austriacă, prefect suprem al poliției Clujului
- Remus Mocanu (1915-1991)
- Ștefan Urcan (1911-1981)
- Teodor Sălăgian (n. 1853- ?), preot greco-catolic
- Gaston Bienvenu Mboumba Bakabana

## Galerie de imagini

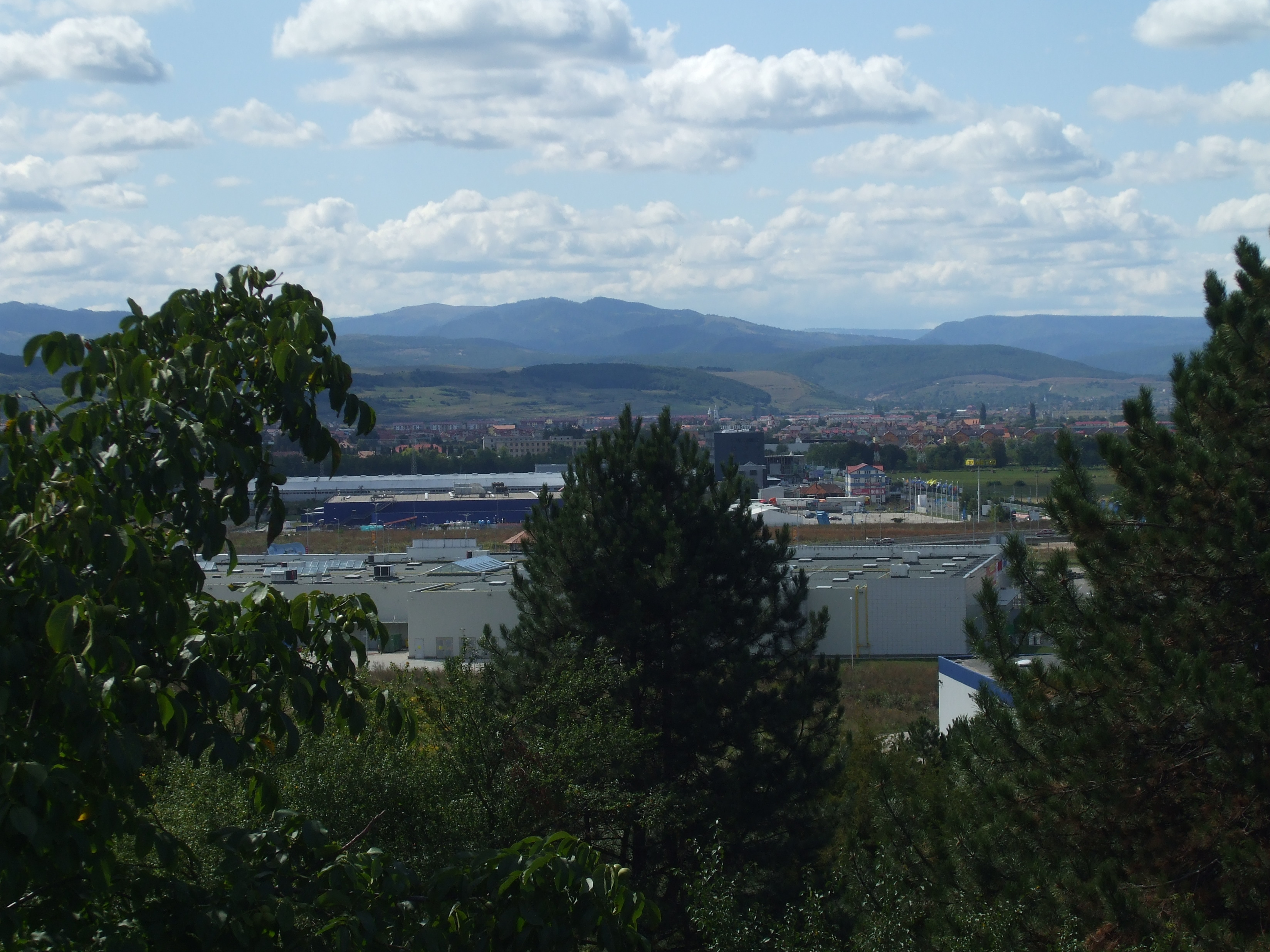
Panoramă a satului Florești de pe Dealul Colina din Cluj-Napoca
Intrarea în comunǎ (dinspre Gilău)
Monumentul eroilor din Primul Război Mondial
Școala generalǎ
Construcții noi în Florești
Primăria Florești
Biserica romano-catolicǎ - monument istoric, sec. al XIV-lea
Biserica ortodoxă (fostǎ greco-catolicǎ)Florești vazut din directia sud-est
Biserica greco-catolicǎ, construitǎ în perioada 1997-2008
Interiorul noii biserici greco-catolice
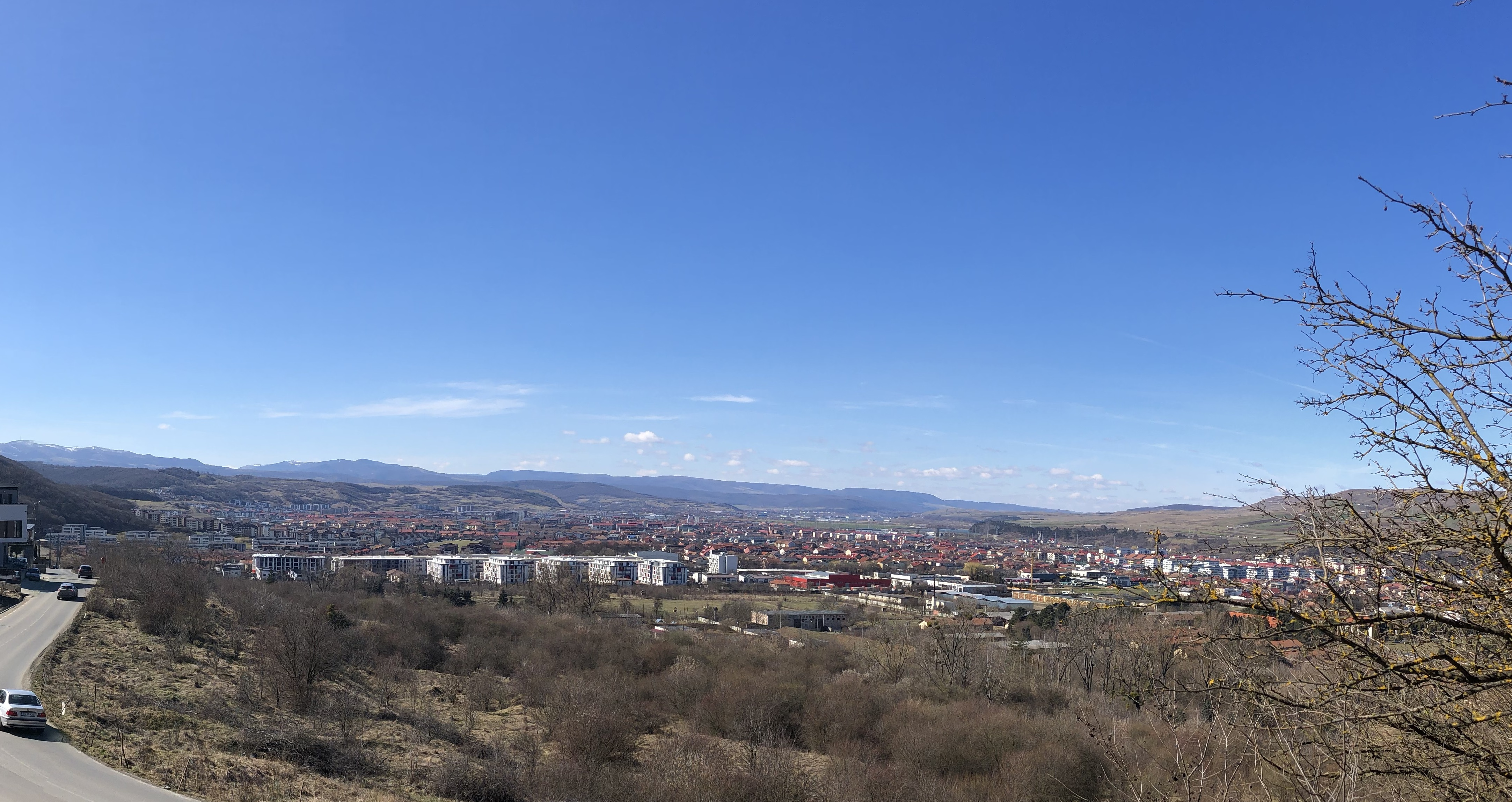
Florești 2023